# Ernest Meissonier
Jean-Louis-Ernest Meissonier (Lione, 21 febbraio 1815 – Parigi, 31 gennaio 1891) è stato un pittore francese del periodo napoleonico, famoso per le sue scene di battaglia. Fu inoltre maestro di Édouard Detaille e zio di Adolphe Steinheil.

## Vita
Meisonnier nacque a Lione e, sin dalla prima infanzia, dimostrò una grande passione per l'arte, come provano alcuni suoi schizzi risalenti già al 1823; dopo un breve periodo di apprendistato presso uno speziale, ottenne dai genitori il consenso ad intraprendere gli studi di pittore e, su raccomandazione del Prix de Rome Jean Potier, venne ammesso presso lo studio di Léon Cogniet.
Durante la giovinezza visitò spesso Roma e la Svizzera, espose al Salon del 1831 con un dipinto dal titolo Les Bourgeois Flamands e divenne piuttosto noto grazie all'opera Visita al borgomastro, successivamente acquistata da Sir Richard Wallace ed oggi, insieme ad un'altra cinquantina di suoi dipinti, parte della collezione della Hertford House di Londra. Le sue opere furono il primo tentativo francese di miniaturismo ad olio ed operò attivamente sia come pittore che come illustratore per gli editori Curmer, Hetzel e Dubocherhe, oltre ad esporre al Salon parigino almeno un'altra volta con Giocatori di scacchi e il vagabondo (1836).
Dopo alcuni tentativi di pittura a soggetto religioso, l'influenza dell'amico pittore Antoine-Marie Chenavard lo fece tornare al filone artistico originario: in quegli anni produsse numerose opere di successo tra cui Il gioco degli scacchi (1841), Giovane con violoncello (1842), Il pittore nel suo studio (1843), Il guardaroba, Ritratto di giovane donna, Giovane uomo che ammira dei disegni, il Piquet (1845) e Il gioco delle bocce, tutte opere di altissimo valore tecnico.

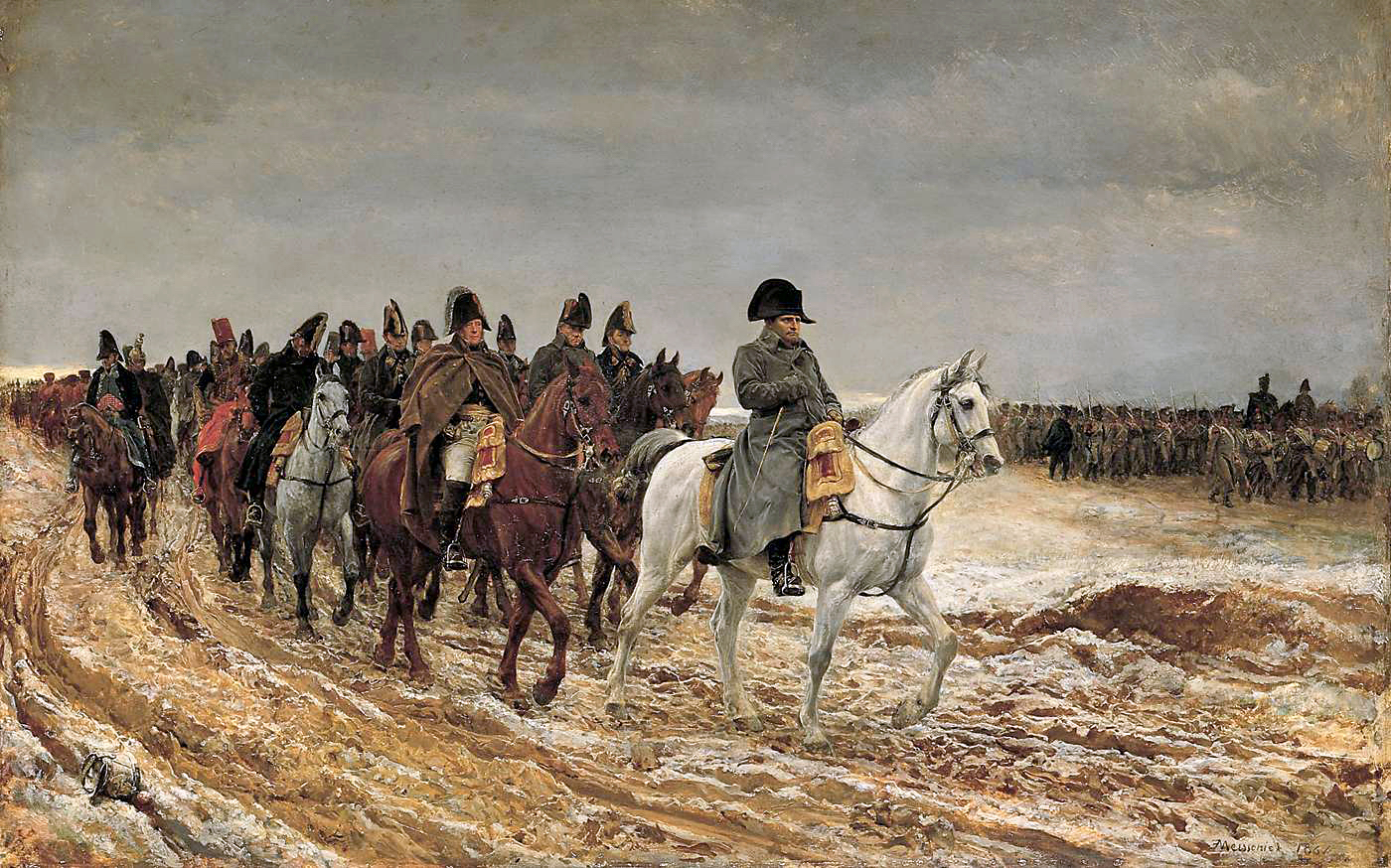
La campagna di Francia
1864, Museo d'Orsay

Dopo la sua opera Soldati (1848) iniziò l'opera che lo tormentò per il resto della vita senza mai giungere a compimento, Giornata in giugno, ed espose Fumatore (1849) e Les Bravi (1852). Nel 1855 realizzò il suo capolavoro con I giocatori d'azzardo e La Rixe, che venne presentato da Napoleone III alla corte britannica. Il suo trionfo venne sancito dal Salon del 1857, cui partecipò con ben nove opere tra dipinti e disegni: tra essi figurava Giovane al tempo della restaurazione, Il pittore, Il fabbro, Il musicista e Una lettura da Diderot. Per il Salon del 1861 preparò L'imperatore a Solferino, Fabbro ferraio, Il musicista, Un pittore e Louis Fould; a quello del 1864 partecipò infine con un'altra versione di L'imperatore a Solferino ed espose inoltre Rissa tra giocatori d'azzardo (1865) e Desaix e l'armata del Reno (1867).
Lo stile di Meissonier era caratterizzato da una meticolosa attenzione ai dettagli e all'aspetto naturalistico: proprio a causa di tale maniacale cura alcune delle sue opere rimasero degli incompiuti; in virtù dell'attenzione all'esecuzione lo si può tuttavia definire un artista piuttosto prolifico. Nel 1878 contribuì all'esibizione internazionale con sedici dipinti: un Ritratto di Alexandre Dumas già esposto al Salon del 1877, Corazzieri del 1805, Pittori veneziani, Moreau e il suo gruppo presso Hohenlinden, un Ritratto di signora, Strada per La Salice, Due amici, Avamposto della guardia, Un esploratore e Dettando le proprie memorie.
Da questo momento in poi partecipò sempre più di rado ai Salon e dedicò la propria attenzione ad esposizioni di minore impatto e dimensioni. Venne scelto presidente della Great National Exhibition nel 1883 e presenziò con opere come Il pioniere, L'armata dei Reno, L'arrivo degli ospiti e San Marco. Il 24 maggio 1884 venne inaugurata alla Petit Gallery un'esposizione personale di Meissonier composta da 146 opere. Fu inoltre presidente della giuria all'Exhibition del 1889 e presidente della National Society of Fine Arts, partecipando al nuovo Salon del 1890. Morì nel 1891.

## Opere
- I borghesi fiamminghi, 1836
- Napoleone III a Solferino, 1863, Museo del Louvre
- La campagna di Francia, 1864, Museo d'Orsay
- Friedland, 1875, Metropolitan Museum of Art, New York
- La Senna a Poissy, 1884, Museum of Art, Filadelfia